# Dialeurolonga rhamni
Dialeurolonga rhamni là một loài côn trùng cánh nửa trong họ Aleyrodidae, phân họ Aleyrodinae.
Dialeurolonga rhamni được Takahashi miêu tả khoa học đầu tiên năm 1961.